# 리사 라이더
리사 라이더(Lisa Ryder, 1970년 10월 26일 ~ )는 캐나다의 배우이다.
에드먼턴에서 태어났다.

## 출연 작품

### 영화
- 제이슨 X (2001)
- 제이슨이었던 이름의 남자: 13일의 금요일 30년 (2009, His Name Was Jason: 30 Years of Friday the 13th) - 본인 (텔레비전 다큐멘터리 영화)

### 텔레비전
- Forever Knight (1995-96)
- 안드로메다 (2000-05) - 리베카 밸런타인 역